# Bathylepta pacifica
Bathylepta pacifica är en ormstjärneart som beskrevs av Georgii Mikhailovich Belyaev och Litvinova 1972. Bathylepta pacifica ingår i släktet Bathylepta och familjen fransormstjärnor. Inga underarter finns listade i Catalogue of Life.